# Мангальян
«Мангальян» (санскр. मङ्गलयानम् «марсианский корабль»), или Mars Orbiter Mission (MOM) — индийская автоматическая межпланетная станция (АМС), исследовавшая Марс с орбиты искусственного спутника в 2014—2022 годах.
Для Индии это первый запуск космического аппарата к другой планете.
Индийское космическое агентство стало шестым агентством в мире, отправившим АМС к Марсу; ранее аппараты туда отправляли Министерство общего машиностроения (СССР), Роскосмос (Россия), НАСА (США), JAXA (Япония) и ЕКА (Европа), но только ЕКА удалось доставить свой аппарат с первой же попытки.

## История
Правительство Индии одобрило проект 3 августа 2012 года, после чего Индийская организация космических исследований (ИОКИ, ISRO) выделила 125 кроров (1,25 млрд рупий, 23 млн долл. США) на разработку аппарата.
Агентство рассматривало возможность использовать для отправки аппарата к Марсу ионный двигатель, жидкостный ракетный двигатель или ядерную энергию.
В конечном итоге был выбран жидкостный ракетный двигатель.
Общая стоимость проекта составила 74 млн в долларах США, это самая дешёвая успешная межпланетная миссия в истории.

## Цели
Технологические цели — разработка технологий, необходимых для успешного осуществления следующих этапов полёта космического аппарата к Марсу:
- Орбитальные манёвры, которые бы перевели аппарат с геоцентрической орбиты на гелиоцентрическую траекторию и, в конечном итоге, на орбиту вокруг Марса.
- Развитие моделирования, вычисления параметров орбиты, её расчёта и анализа.
- Успешная навигация на всех этапах полёта.
- Поддержка двухсторонней связи.
- Встроенные автономные защитные меры, чтобы справиться с нештатными ситуациями.

Научные цели:
- Исследование поверхности (детали поверхности — кратеры, горы, долины и т. д., морфология, минералогия) и атмосферы Марса индийскими научными приборами.

Аппарат не будет проводить принципиально новых научных исследований, в первую очередь это демо-станция. Однако запуск аппарата является серьёзным шагом в развитии космической программы Индии.

## Полезная нагрузка
Полезная нагрузка аппарата состоит из пяти научных приборов; общая масса этого оборудования — 15 кг:
- Methane Sensor For Mars (MSM) — прибор для определения концентрации метана в атмосфере Марса путём наблюдения его спектральных линий поглощения[15];
- Mars Color Camera (MCC) — цветная фотокамера;
- Mars Exospheric Neutral Composition Analyzer (MENCA) — квадрупольный масс-анализатор для анализа частиц марсианской экзосферы;
- TIR Spectrometer (TIS) — спектрометр;
- Lyman-Alpha Photometer (LAP) — фотометр, работающий на частоте линии Лайман-α и предназначенный для измерения количества водорода в атмосфере.

## Полёт

Схема полёта межпланетной станции

АМС была запущена 5 ноября 2013 года индийской ракетой-носителем PSLV с космического центра имени Сатиша Дхавана на острове Шрихарикота.
Высоту орбиты повышали при помощи шести коррекционных манёвров (7, 8, 9, 11, 16 ноября 2013 года), пока её высота не достигла 215 тыс. км в апогее и 600 км в перигее.
21 ноября 2013 года в ходе тестирования аппаратуры межпланетной станции, индийские специалисты включили бортовую камеру (Mars Color Camera) и сделали с её помощью первый снимок. На цветном снимке, сделанном с высоты 70 тыс. километров, видны Индия, Тибет, Аравийский полуостров, восточное Средиземноморье и восток Африки.
30 ноября 2013 года жидкостный ракетный двигатель успешно перевёл станцию на траекторию полёта к Марсу.
11 декабря 2013 года была успешно проведена первая коррекция траектории «Мангальяна», находившегося тогда в 3 млн км от Земли.
11 апреля 2014 года «Мангальян» преодолел половину пути до Марса.
11 июня 2014 года проведена вторая коррекция траектории полёта.
22 сентября 2014 года проведена третья коррекция траектории. Изменение скорости при коррекции составило 2,18 метра в секунду, продолжительность работы двигателя — 3,968 секунды, расход топлива — 0,567 кг.
24 сентября 2014 года АМС «Мангальян» вышла на орбиту спутника Марса. Параметры орбиты: апоцентр — 76 993,6 км, перицентр — 421,7 км, наклонение орбиты относительно экватора Марса — 150°, период обращения — 72 ч 51 мин 51 с.
24 сентября — 2 октября 2014 года была проведена проверка систем «Мангальяна», последовательное включение и проверка его научных приборов.
К 3 октября 2014 года все пять научных приборов были включены и проверены. Началось получение данных.
19 октября 2014 года вблизи Марса пролетала комета C/2013 A1 (Макнота). Для уменьшения воздействия пылевых частиц хвоста кометы 16 октября была проведена коррекция орбиты аппарата. Во время пролёта кометы космический аппарат находился в максимально удалённом от хвоста кометы участке орбиты спутника Марса и повреждений не получил.
4 марта 2015 года ISRO сообщила, что прибор для определения концентрации метана работает нормально и исследует альбедо Марса. Цветная камера передала новые снимки поверхности планеты.
Запланированная продолжительность работы «Мангальяна» на орбите составляла 6 месяцев и заканчивалась 24 марта 2015 года, но после выхода на орбиту спутника Марса на станции осталось 40 кг топлива — вдвое больше, чем предполагалось необходимым для 6-месячной работы. Директор Индийской организации космических исследований Киран Кумар подтвердил, что «Мангальян» продолжит работу после 24 марта 2015 года, что позволит тщательно исследовать сезонные изменения и климат Марса. К марту 2015 года был получен большой объём научных данных, результаты изучения которых будут опубликованы после завершения анализа.
К 24 сентября 2015 года ISRO выпустила «Атлас Марса» — научно-популярный атлас, на ста двадцати страницах которого опубликованы цветные снимки и данные за первый год полёта на орбите искусственного спутника Марса.
24 сентября 2018 года «Мангальян» завершил четыре года работы на околомарсианской орбите. «Мангальян» является единственным спутником, который может получить изображение всего диска Марса на одном снимке а также изображение обратной, не видимой с Марса, стороны Деймоса. С помощью цветной фотокамеры снято более 980 снимков.
24 сентября 2019 года «Мангальян» завершил пять лет работы на орбите спутника Марса. В связи с этим данные четвёртого года исследований, проведённых «Мангальяном» с 24 сентября 2017 года до 23 сентября 2018 года, стали доступными зарегистрированным пользователям на сайте центра научных данных индийских космических исследований.
1 июля 2020 года «Мангальян» получил снимки марсианского спутника Фобос с расстояния 4200 км.
24 сентября 2020 года «Мангальян» завершил шесть лет работы на орбите спутника Марса.
В апреле 2022 года связь с «Мангальяном» пропала, и после безуспешных попыток её восстановления в октябре 2022 года Индийская организация космических исследований объявила о завершении миссии.
Далее Индия планирует продолжить программу исследования Марса миссией «Мангальян-2», запуск которой намечен на 2025 год, а затем — мягкой посадкой на Марс в 2030 году.

## Оценки и признание

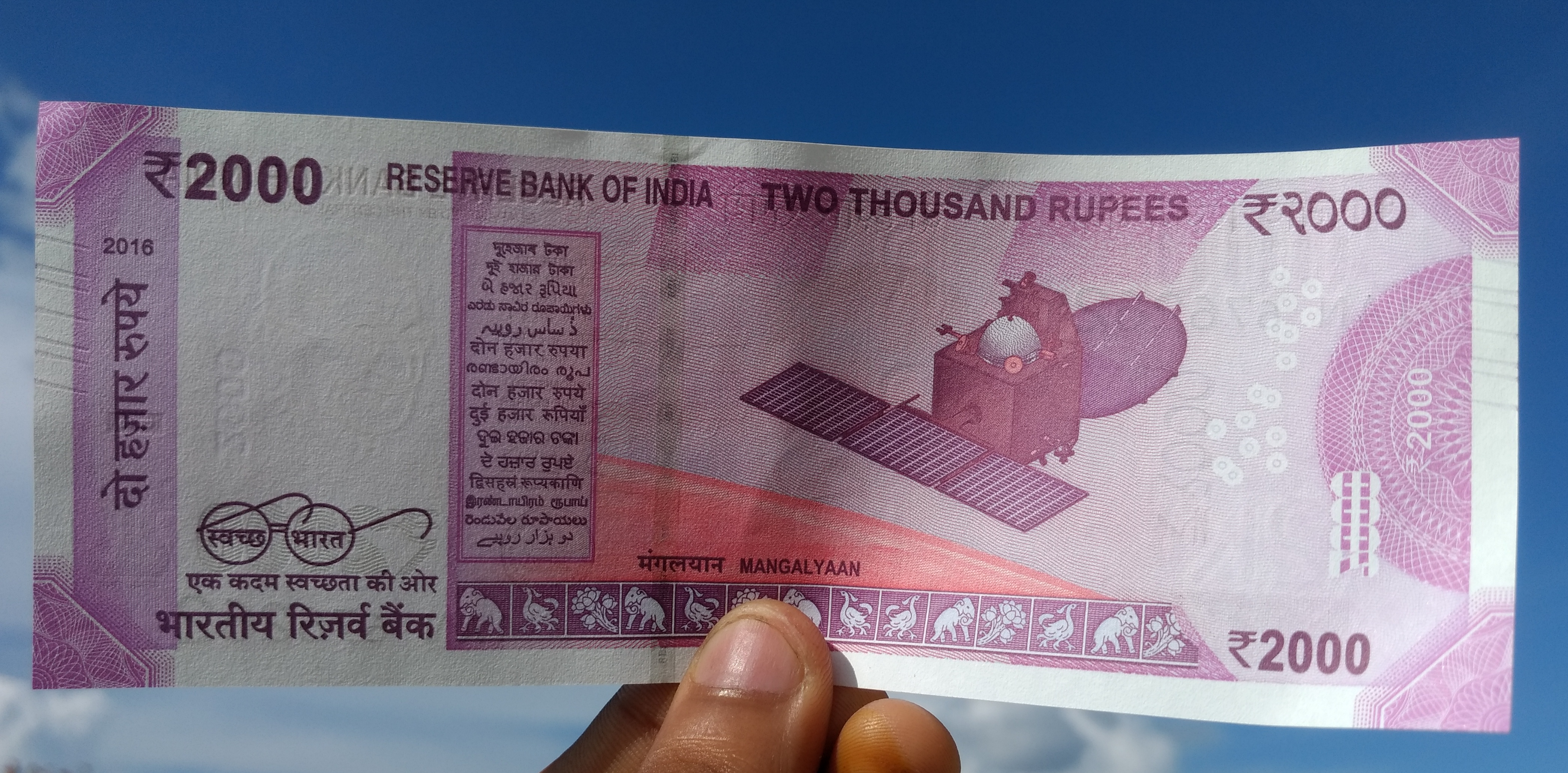
Изображение АМС Мангальян на индийской купюре 2000 ₹

Миссия была успешна, однако не дала серьёзных научных результатов, поскольку станция недостаточно оснащена измерительной аппаратурой. Как заметил председатель научного совета Индийской организации космических исследований У. Р. Рао, «мало приборов — мало науки».
Индия стала четвёртой космической державой, сумевшей вывести космический аппарат на орбиту Марса, и первой, сделавшей это с первой попытки.
В 2014 году представитель министерства иностранных дел Китая поздравил Индию с этим достижением, назвав «Мангальян» гордостью Азии.
Мангальян изображен на индийской купюре образца 2016 года номиналом в 2000 рупий.